# انتخابات سراسری گواتمالا (۲۰۱۹)
انتخابات سراسری گواتمالا (انگلیسی: 2019 Guatemalan general election) در ۱۶ ژوئن ۲۰۱۹ برای انتخاب رئیس‌جمهور و کنگره برگزار شد و هیچ‌کدام از کاندیداها در دور اول به پیروزی نرسیدند. هرچند ساندرا تورس ۲۵/۷۳ درصد آرا را به دست آورد. در دور دوم رقابتهای انتخاباتی ریاست‌جهوری که در ۱۱ اوت ۲۰۱۹ برگزار شد آلخاندرو جیاماتی با کسب ۵۷٫۹۶٪ آرا به عنوان رئیس‌جمهور منتخب فعلی گواتمالا انتخاب شد، رئیس‌جمهور کنونی جیمی مورالس طبق قانون اساسی نمی‌تواند برای دور دوم انتخاب شود. ریاست جمهوری جیاماتی رسماً در ۱۴ ژانویه ۲۰۲۰ آغاز خواهد شد.

## سیستم انتخاباتی
رئیس‌جمهور گواتمالا با به‌کارگیری سیستم انتخاباتی دو مرحله‌ای انتخاب می‌شود.
۱۶۰ عضو کنگره با دو روش انتخاب می‌شوند: ۱۳۰ نفر از ۲۲ حوزه انتخاباتی چند عضوی بر مبنای بخش‌ها و ۳۱ نفر باقی مانده از یک حوزه انتخاباتی واحد در سراسر کشور انتخاب می‌شوند. توزیع کرسی‌های نمایندگی نیز با استفاده از نمایندگی تناسبی و با لیست بسته انجام می‌گیرد، اضافه بر این توزیع کرسی‌های نمایندگی نیز به شیوه انتخاباتی هوندت انجام می‌شود.

## کاندیداها
مقامات کاندیداتوری تلما آلدانا را رد کرده و وی را متهم به فساد کردند. او این اتهامات را انکار نمود و آن را تعاملی فاسد متشکل از سیاستمداران و رهبران تجاری کشور خواند. او به عنوان دادستان کل سابق، چندین پرونده فساد بزرگ را کشف کرده بود. آلدانا یکی از محبوب‌ترین رقبای جیمی مورالس رئیس‌جمهور فعلی در انتخابات ریاست‌جمهوری بود.
در آوریل ۲۰۱۹، نامزد میانه راست، ماریو استرادا دستگیر شد. او توسط مقامات آمریکایی متهم به انعقاد قرارداد با کارتل سینالووا شد، گفته می‌شود بین ۱۰ تا ۱۲ میلیون دلار برای کمپین انتخاباتی او و همچنین اجرای فرامین قتل نامزدهای رقیب در دستور کارش قرار داشته.
| حزب | حزب | حزب      | نامزد ریاست‌جمهوری | نامزد ریاست‌جمهوری      | نامزدان معاون رئیس‌جمهور | نامزدان معاون رئیس‌جمهور |
| --- | --- | -------- | ----------------- | ---------------------- | ----------------------- | ----------------------- |
|     |     | Semilla  |                   | تلما آلدانا            |                         | ّجاناتان منکوس           |
|     |     | PAN–P    |                   | روبرتو آرزو            |                         | خوزه آنتونیو فارایاس    |
|     |     | Todos    |                   | فردی کابررا            |                         | ریکاردو ساگاستوم        |
|     |     | MLP      |                   | تلما کابررا            |                         | نفتالی لوپز             |
|     |     | URNG     |                   | پابلو ستو              |                         | بلانکا استلا کولوپ      |
|     |     | PPT      |                   | خوزه لوئیس چی          |                         | ماریو گیرمو گونزالس     |
|     |     | PU       |                   | پابلو دوریت            |                         | روبرتو ویدا             |
|     |     | PC       |                   | ادوین اسکوبار هیل      |                         | بلانکا اودیلا آلفارو    |
|     |     | CREO     |                   | خولیو هکتور استرادا    |                         | یارا آرگوئتا            |
|     |     | VIVA     |                   | ایساک فرچی سلطان       |                         | ریکاردو فلورس آستوریاس  |
|     |     | FCN      |                   | استواردو گالدامز       |                         | بتی ماروکین سیلا        |
|     |     | Libre    |                   | آنیبال گارسیا          |                         | کارلوس پرز              |
|     |     | Vamos    |                   | آلخاندرو جیاماتی       |                         | گیرمو کاستیو            |
|     |     | EG       |                   | مانفردو ماروکین        |                         | اسکال آدولفو            |
|     |     | C        |                   | Benito Morales         |                         | کلادیا ماریانا والینتی  |
|     |     | PHG      |                   | ادموند مولت            |                         | خورگه پرز               |
|     |     | Valor    |                   | زوری رایوس             |                         | روبرتو مولینا بارتو     |
|     |     | Victoria |                   | آمیلکار ریورا          |                         | اریکو کن ساکوئیک        |
|     |     | Avanza   |                   | دانیلو روکا باریاس     |                         | مانوئل مارتینز          |
|     |     | UNE      |                   | ساندرا تورس            |                         | کارلوس رائول مورالس     |
|     |     | Unidos   |                   | لوئیس والاسکوئز کیروگا |                         | آرتورو سوتو             |
|     |     | Winaq    |                   | مانوئل ویاکورتا        |                         | ایزابل هرناندز          |

### نامزدان رد شده
- مانوئل بالدیزون: معاون کنگره ۲۰۰۴–۲۰۰۸، رئیس حزب آزادی دموکراتیک تجدیدپذیر ۲۰۱۰–۲۰۱۴، نامزد ریاست جمهوری در ۲۰۱۱ و ۲۰۱۵.[۲۲]
- ارنستو استیو «نتو» بران شهردار مکزیکو از ۲۰۱۶.[۲۳][۲۴]
- خوزه پرز: وزیر هماهنگی اجرایی ریاست جمهوری۲۰۰۰–۲۰۰۲.[۱۳]
- اریک سونیگا [اسپانیا]: شهردار آیوتلا، سن مارکوس، ۲۰۰۸–۲۰۲۰.[۱۳]
- نینت مونتنگرو: معاون کنگره گواتمالا توسط فهرست ملی از سال ۱۹۹۶، معاون دوم کنگره ۲۰۱۲–۲۰۱۳، دبیرکل انکوئنترودی گواتمالا از سال ۲۰۰۷.